# BYD Song
BYD Song (кит. 宋) — компактный кроссовер китайской компании BYD, серийно выпускаемый с 2015 года. Конкурентом является Luxgen U6.

## Первое поколение (2015—2019)
Первое поколение автомобилей BYD Song выпускалось с апреля 2015 по 2019 год с рестайлингом в 2018 году. В семейство также входили BYD S3 и электромобили Song EV300 и EV400.

### Галерея

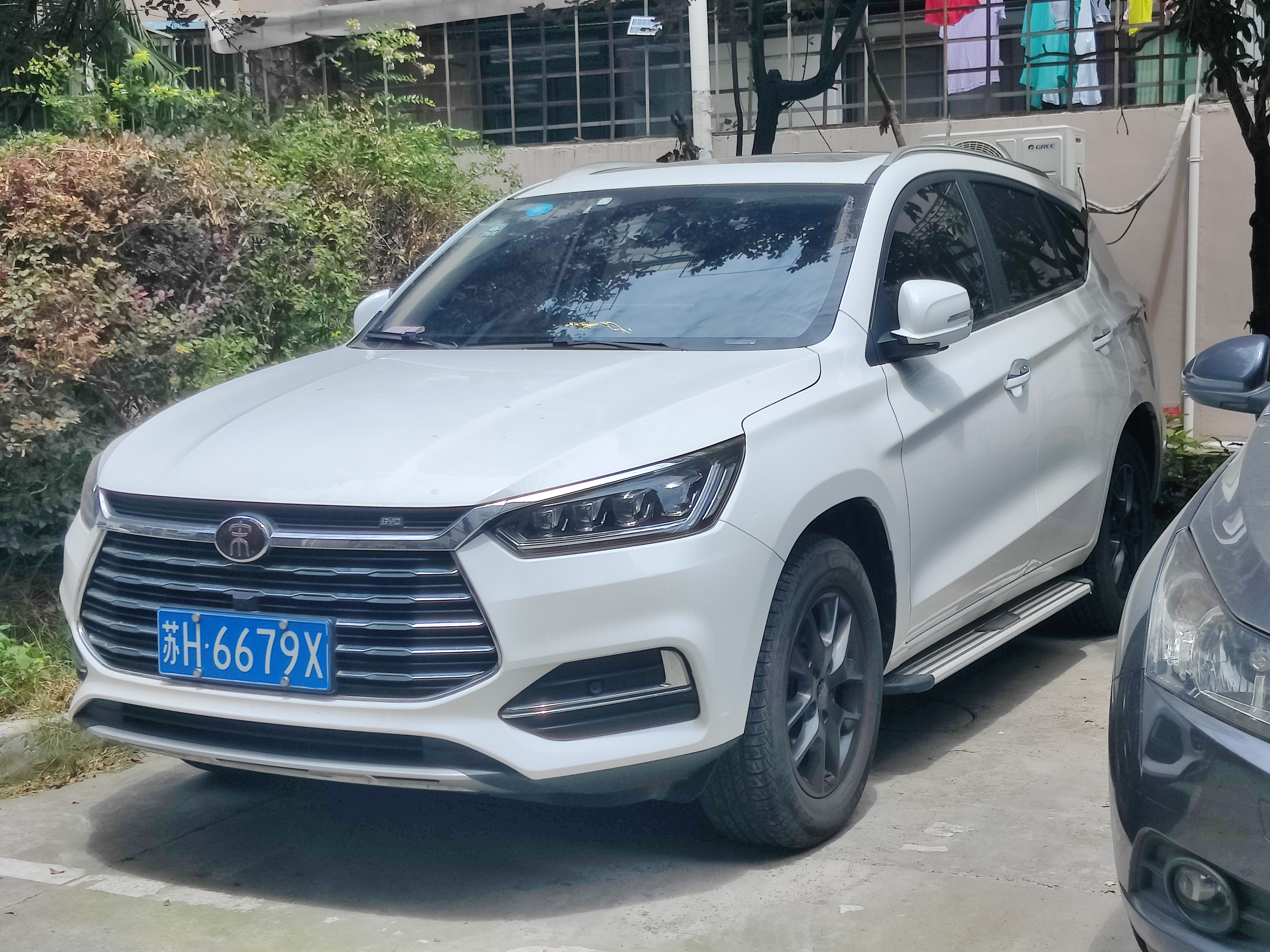
BYD Song
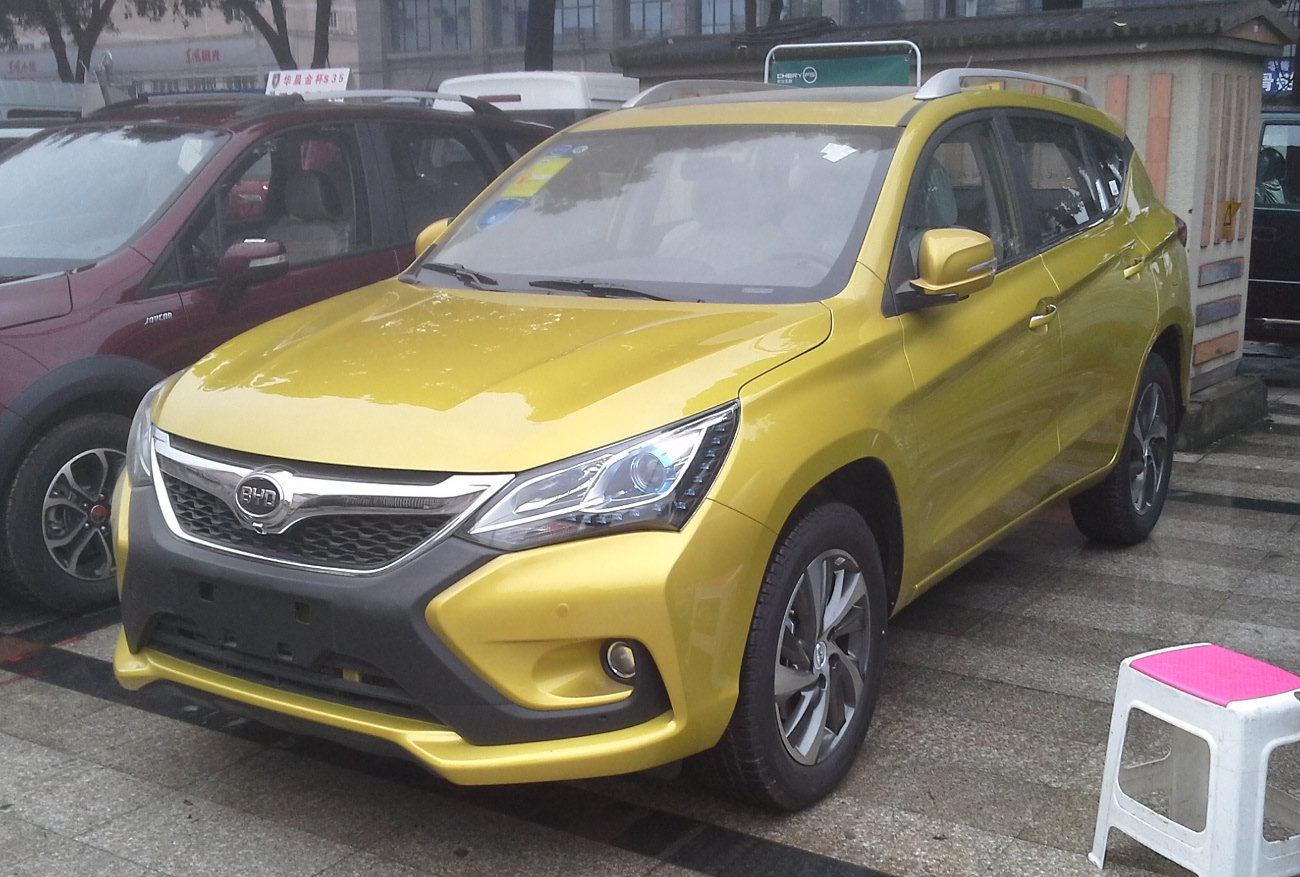
BYD S3
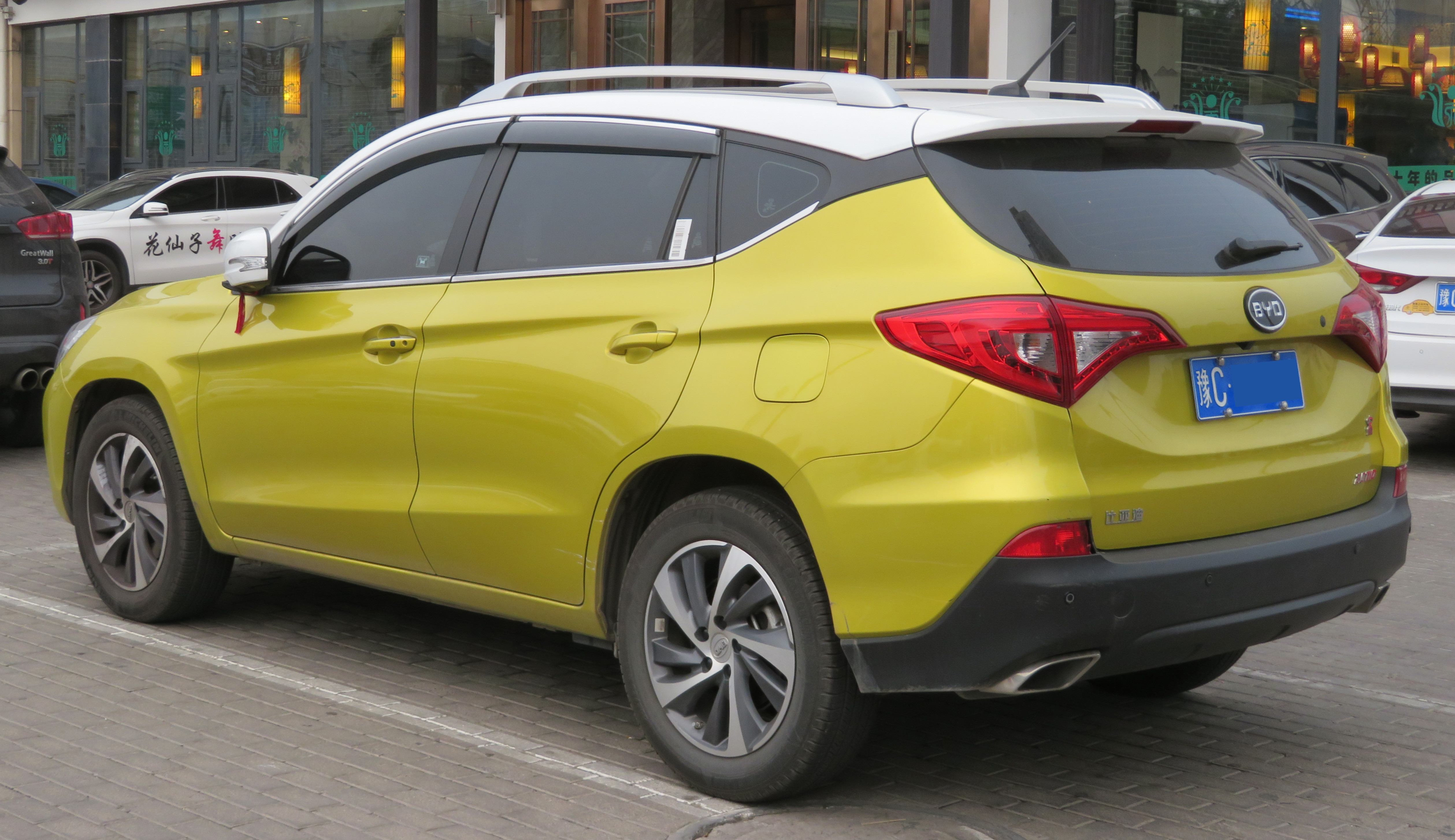
BYD S3
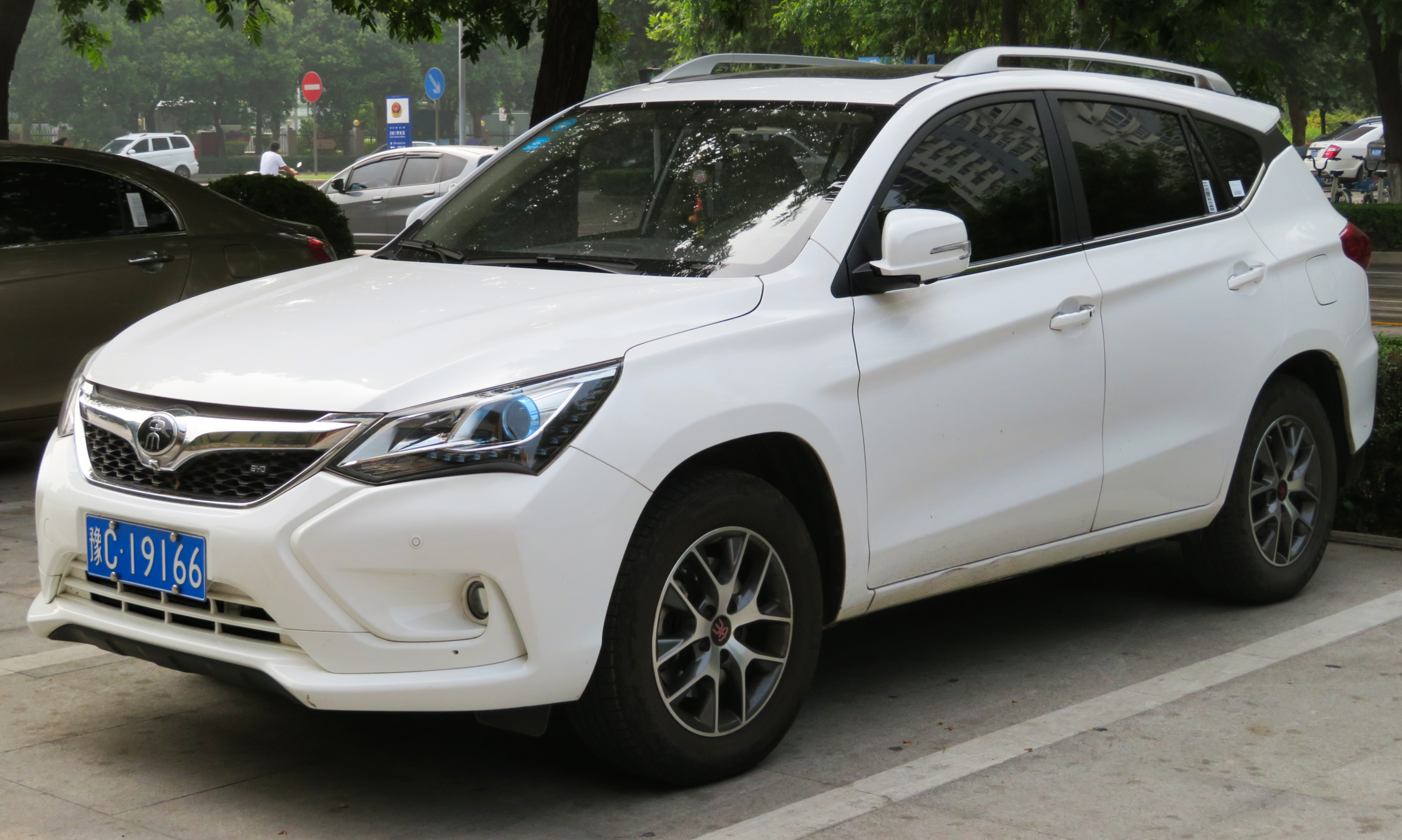
BYD Song
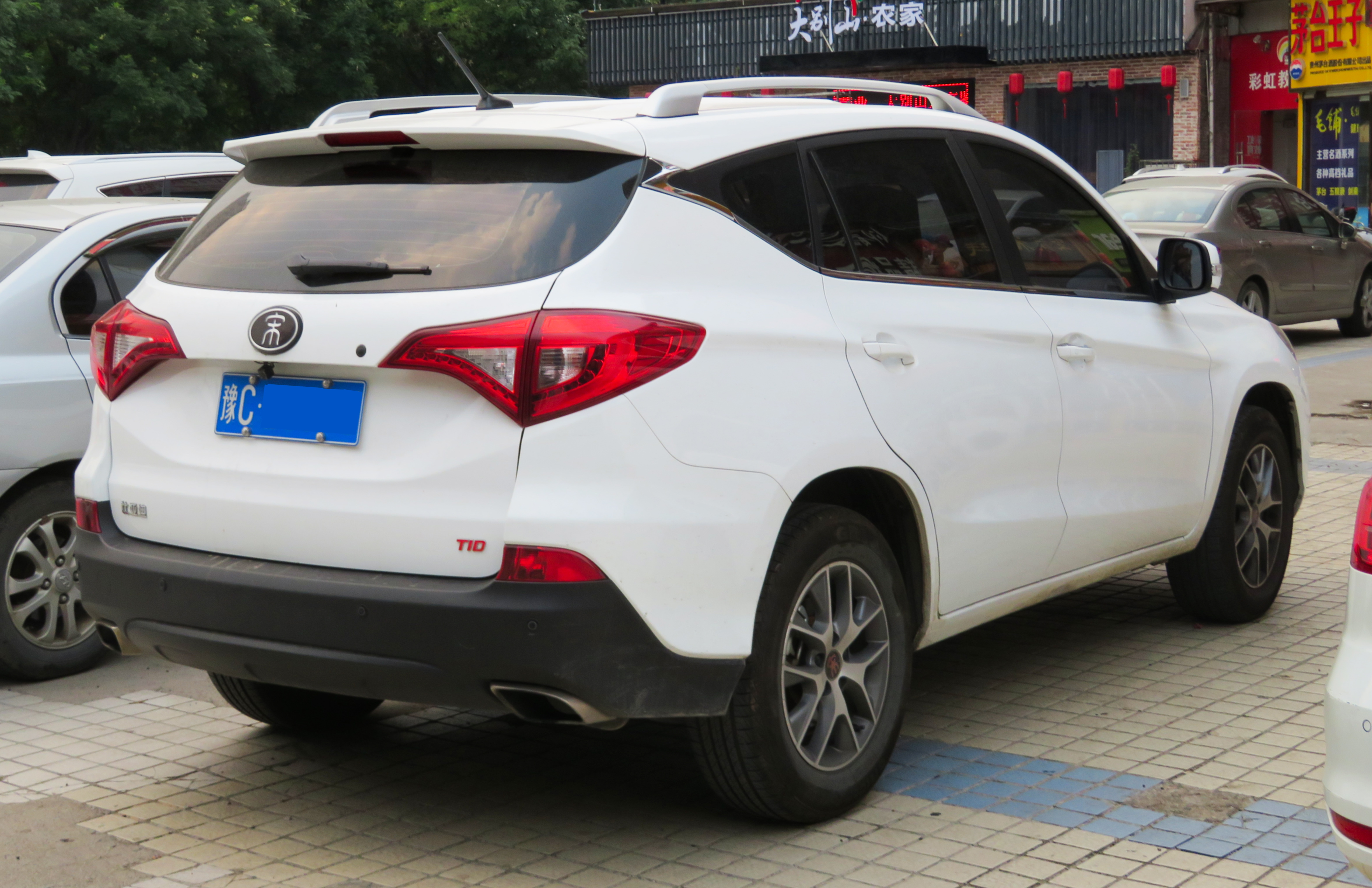
BYD Song
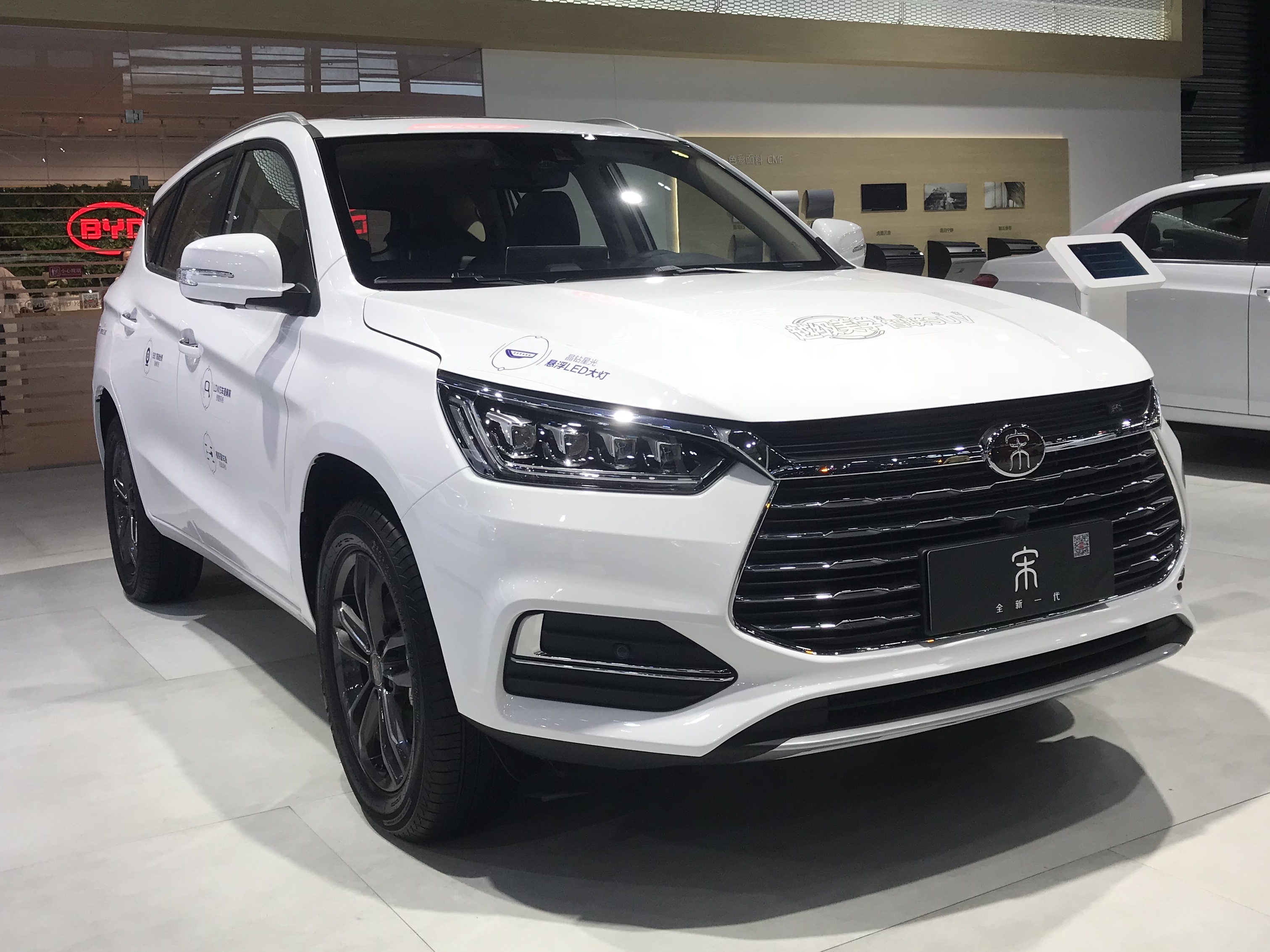
Фейслифтинг
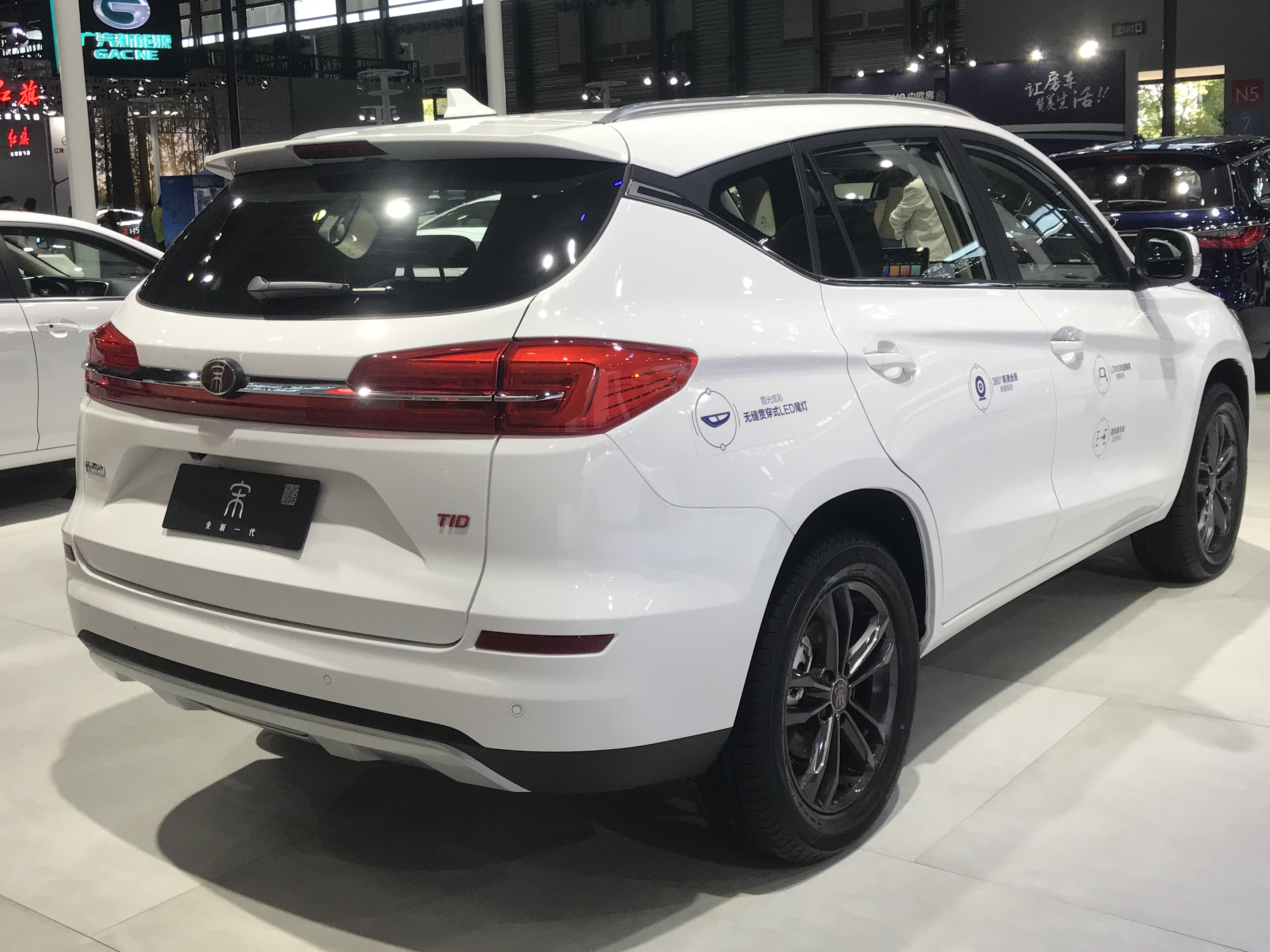
Фейслифтинг
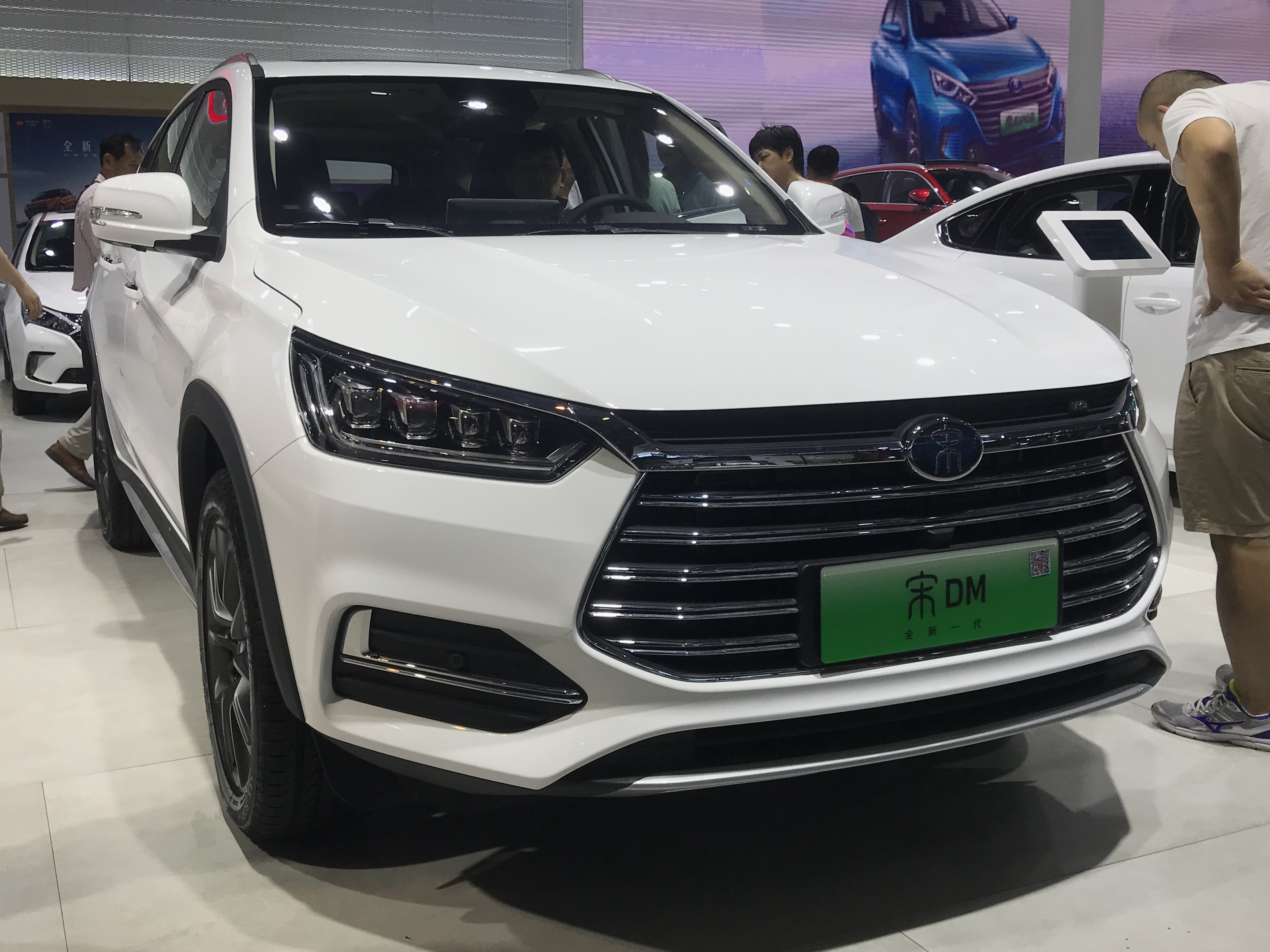
BYD Song DM
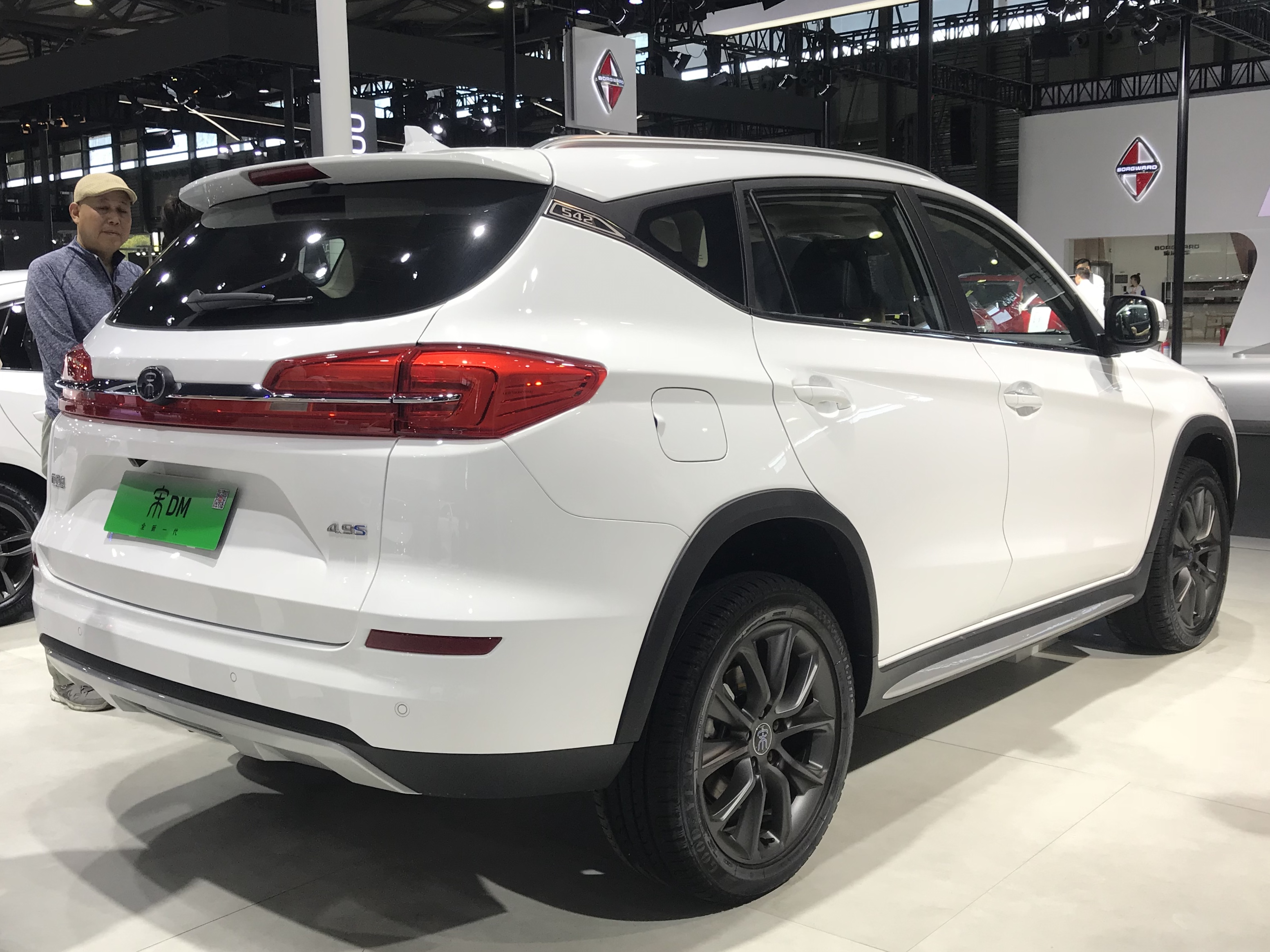
BYD Song DM
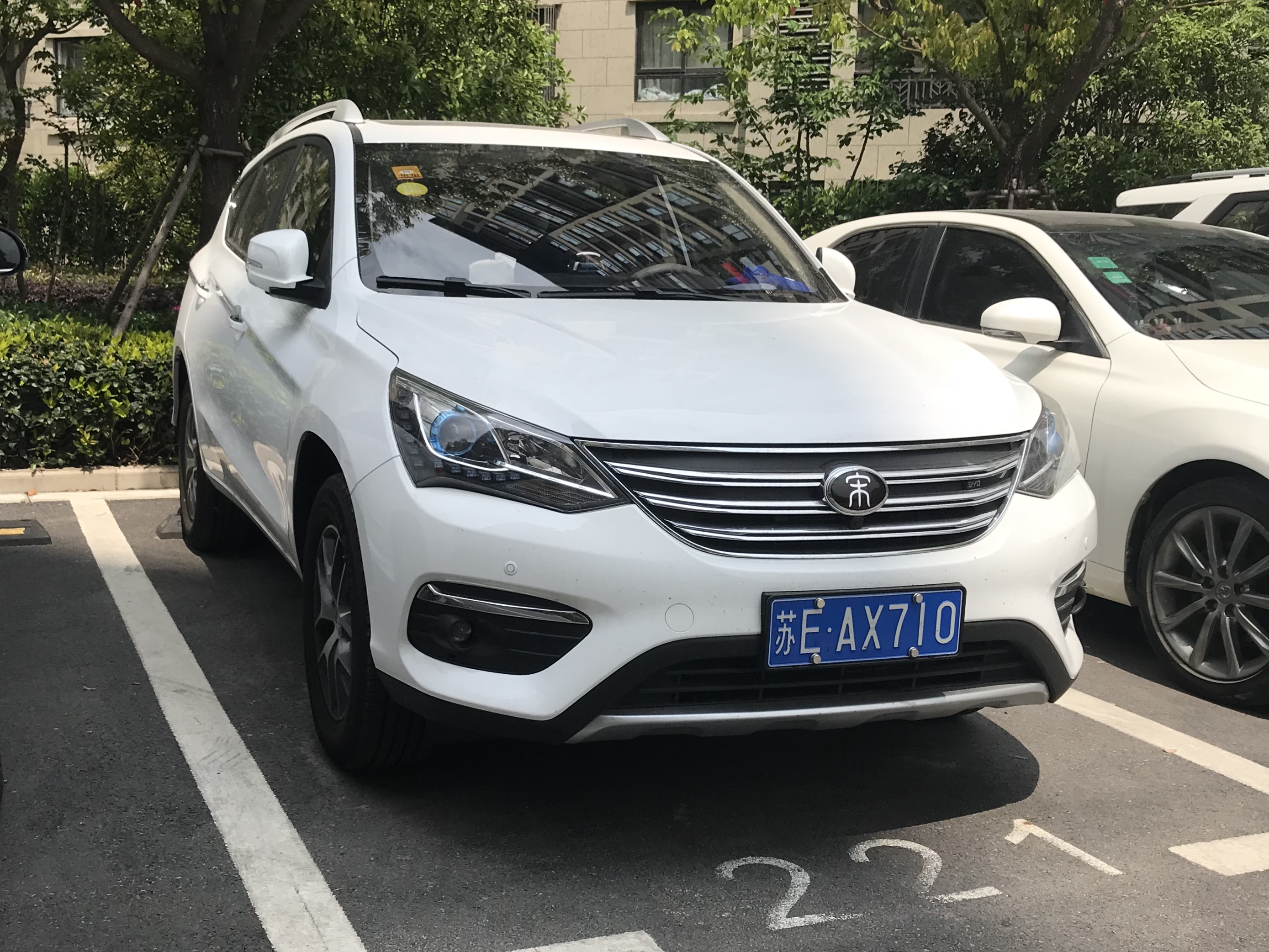
BYD Song EV400
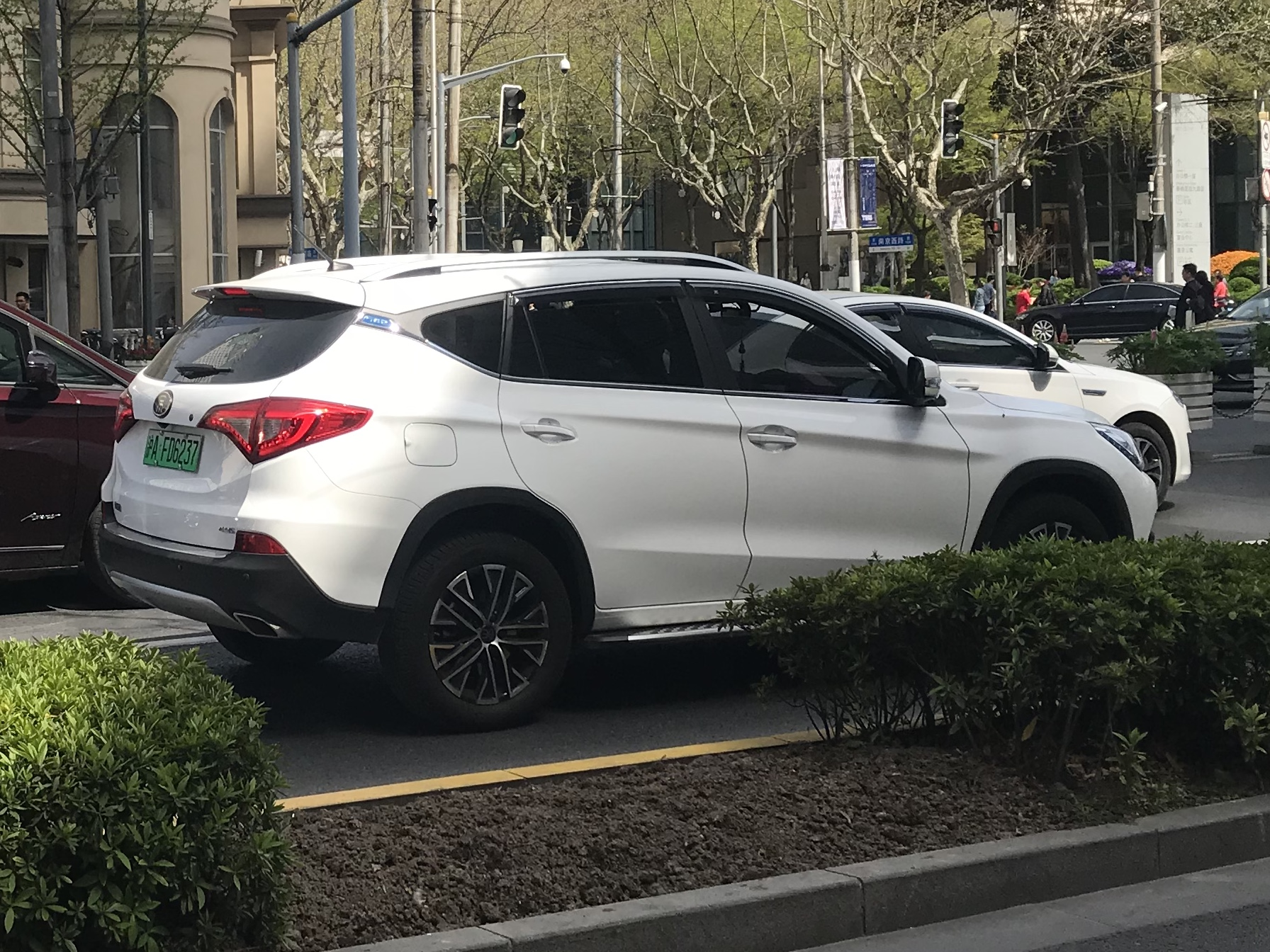
BYD Song EV400

## Второе поколение (Song Pro; 2019 — настоящее время)
Второе поколение автомобилей BYD Song выпускается с начала 2019 года под индексом SA2.

### BYD Song Pro
BYD Song Pro оснащён бензиновым двигателем объёмом 1,5 литра, мощностью 113 кВт.

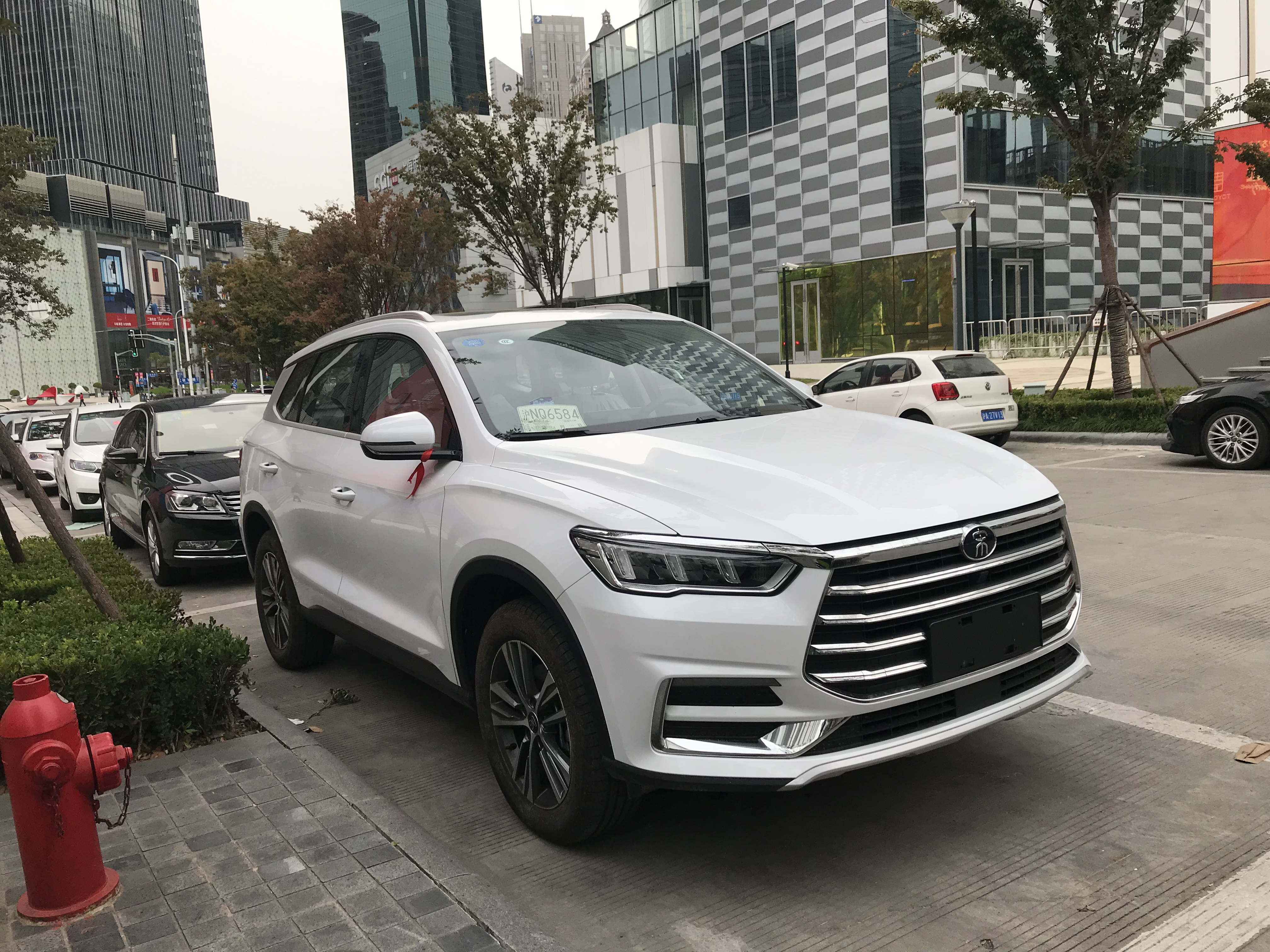
BYD Song Pro
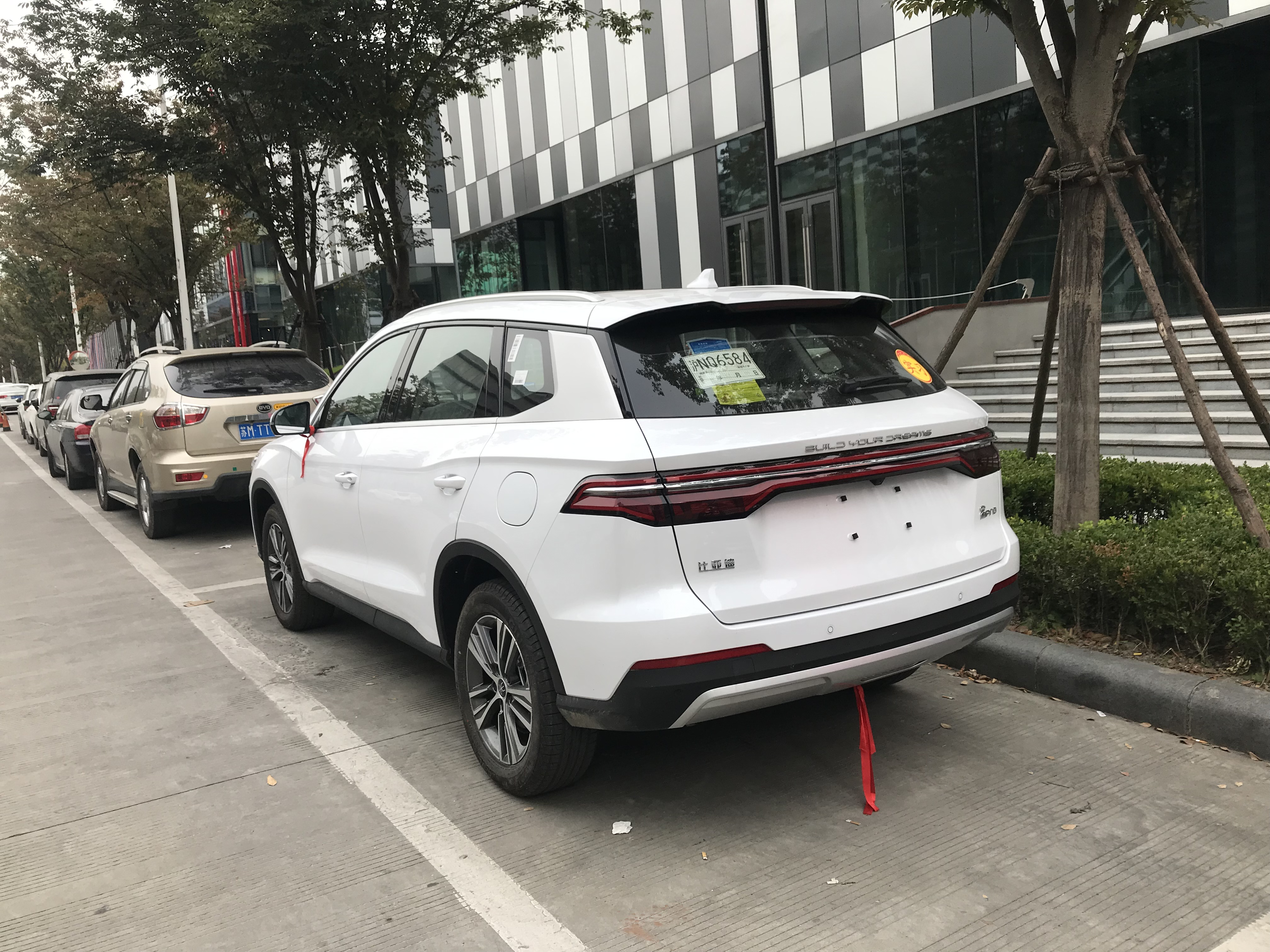
BYD Song Pro

### Song Pro EV
Электромобиль BYD Song Pro EV оснащён электродвигателем мощностью 135 кВт.

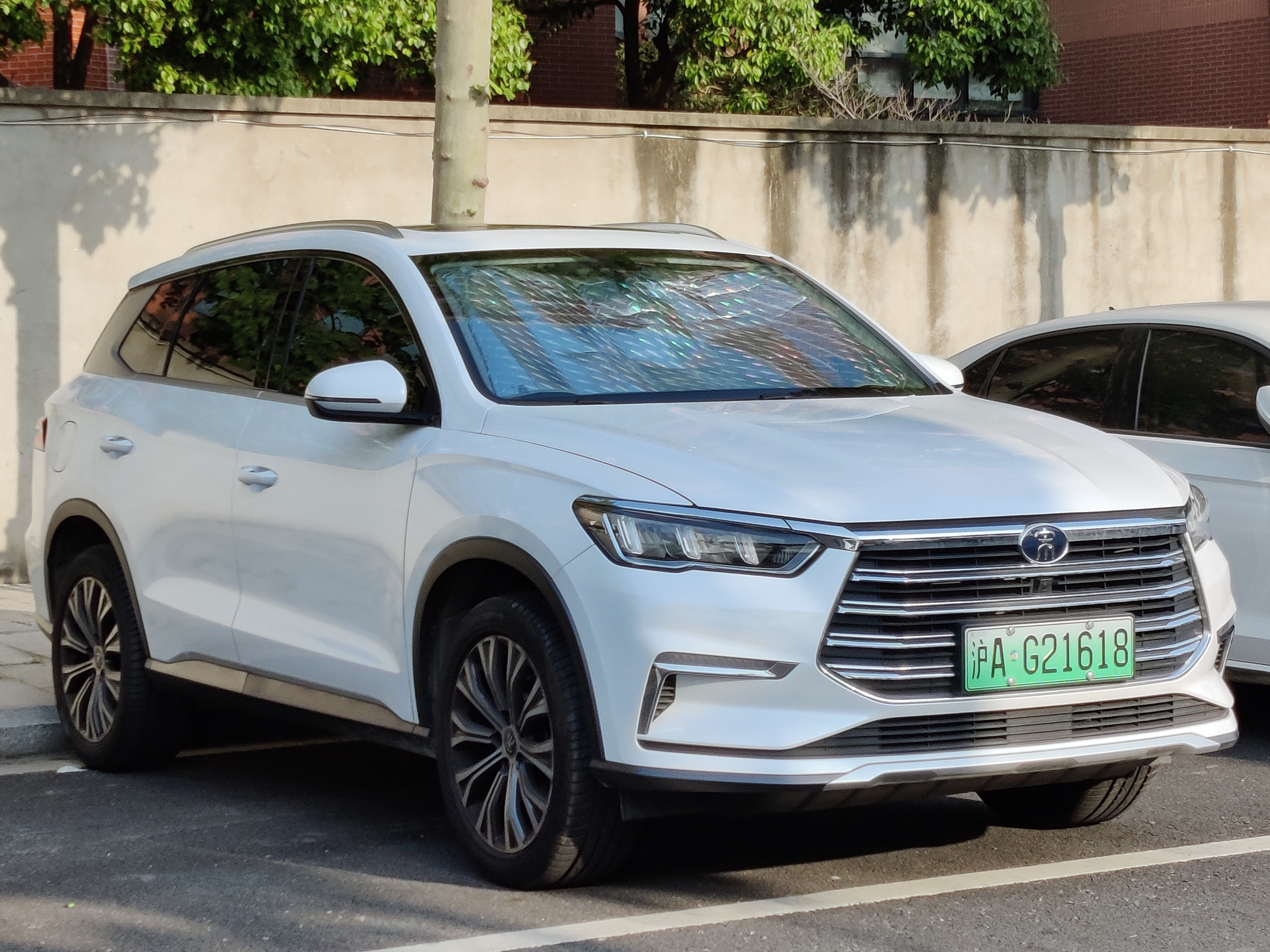
BYD Song Pro DM
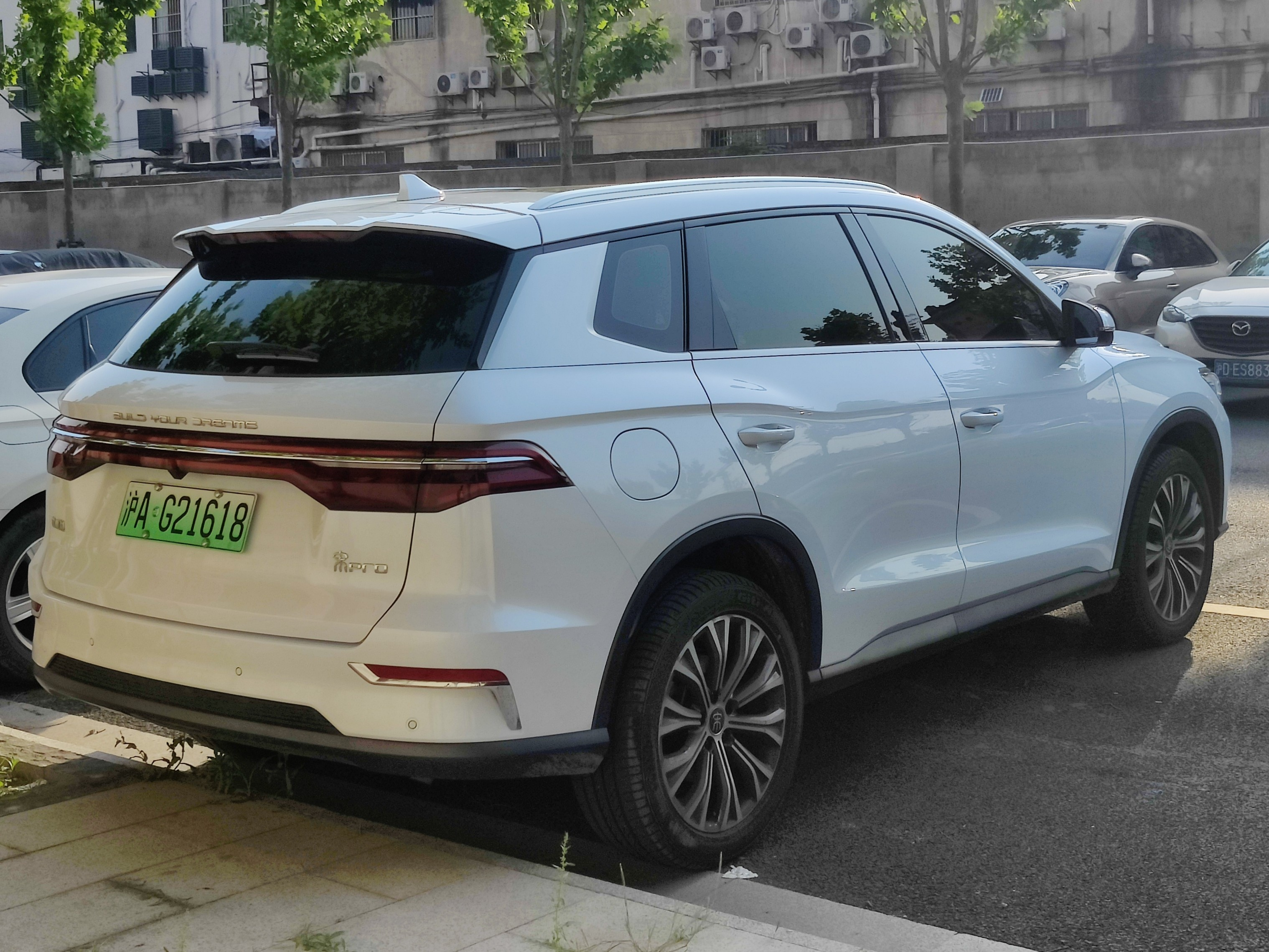
BYD Song Pro DM

### Song Pro DM-i
С декабря 2021 года автомобиль BYD Song оснащается силовой установкой DM-i, двигателем объёмом 1,5 литра с подключаемым модулем EHS, мощностью 173 кВт. До 100 км/ч автомобиль разгоняется за 7,9 секунды. Запас хода составляет 1090 км. В 2023 году автомобиль прошёл рестайлинг.

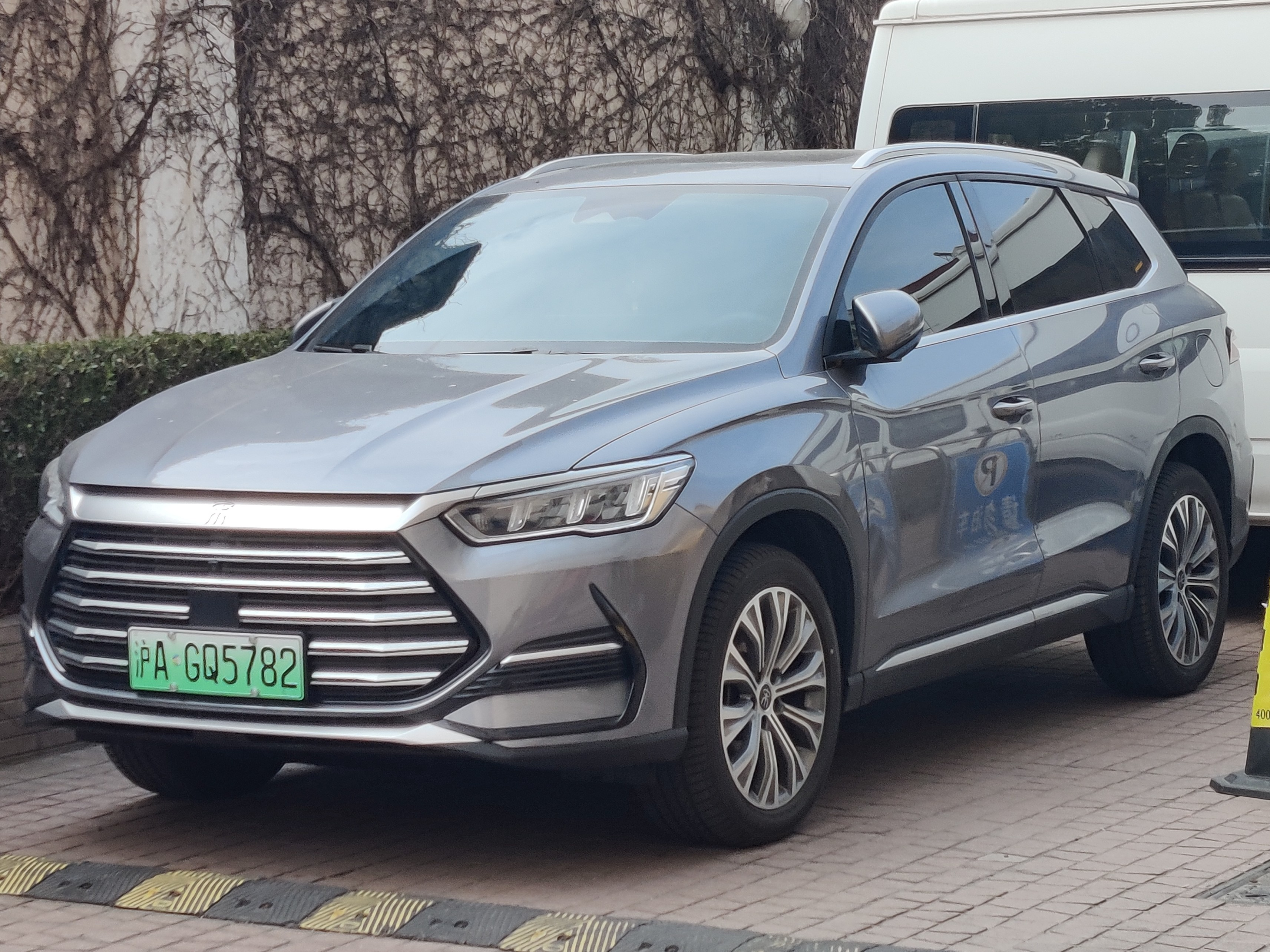
BYD Song Pro DM-i
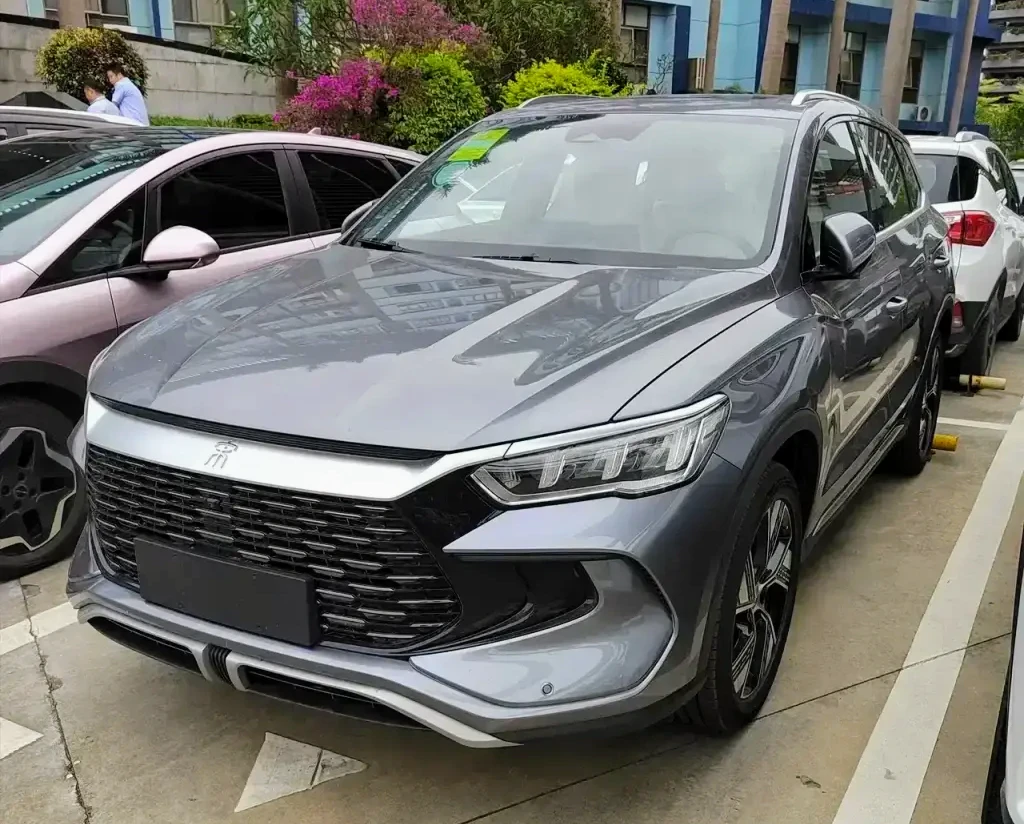
BYD Song Pro DM-i
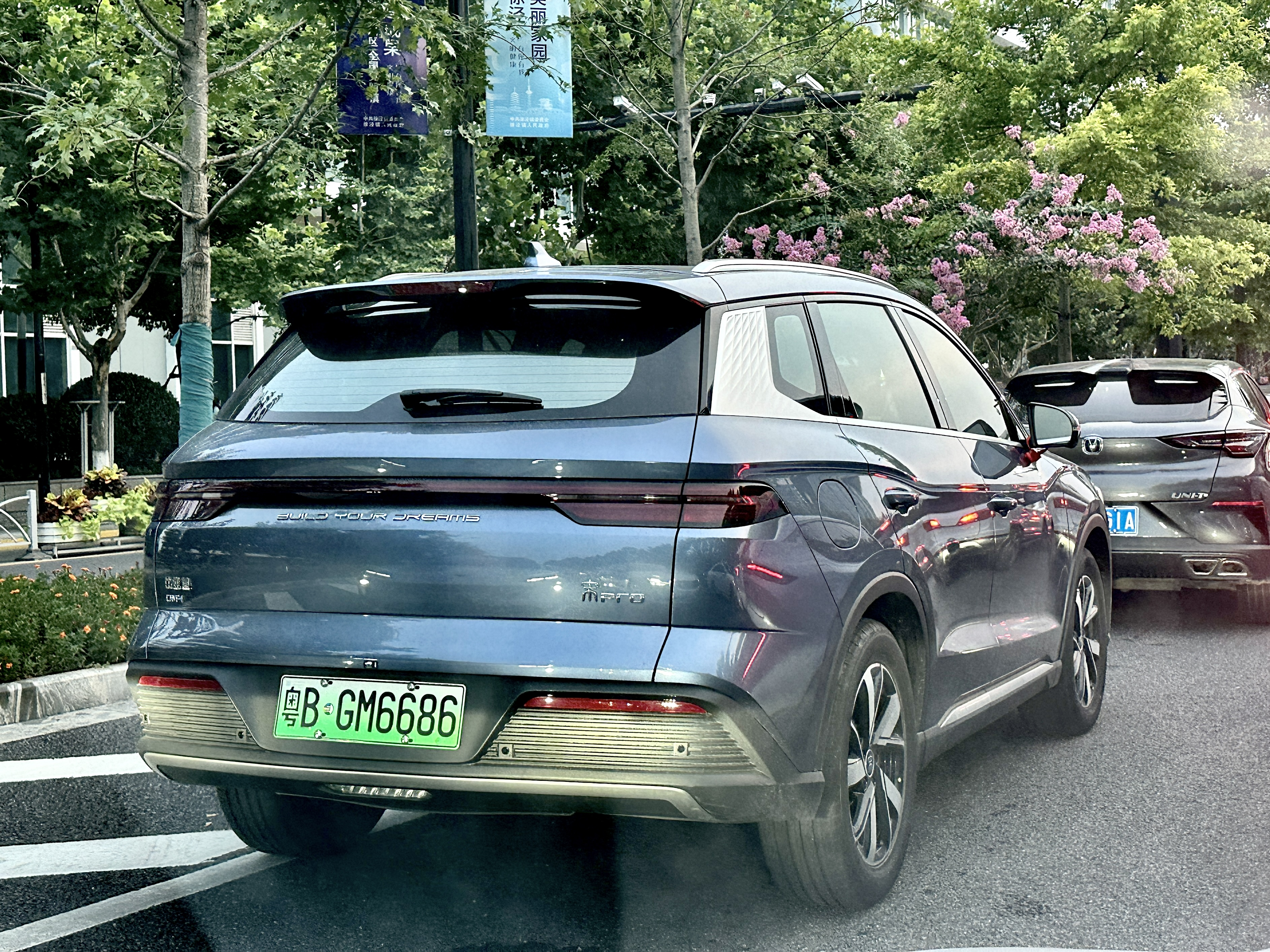
BYD Song Pro DM-i

## Song Plus
В сентябре 2020 года был запущен в производство внедорожник BYD Song Plus. Его конкурентом является Volkswagen Tiguan. Первоначально автомобиль оснащался только двигателем внутреннего сгорания, позднее в гамме появился электродвигатель с запасом хода 505 км.

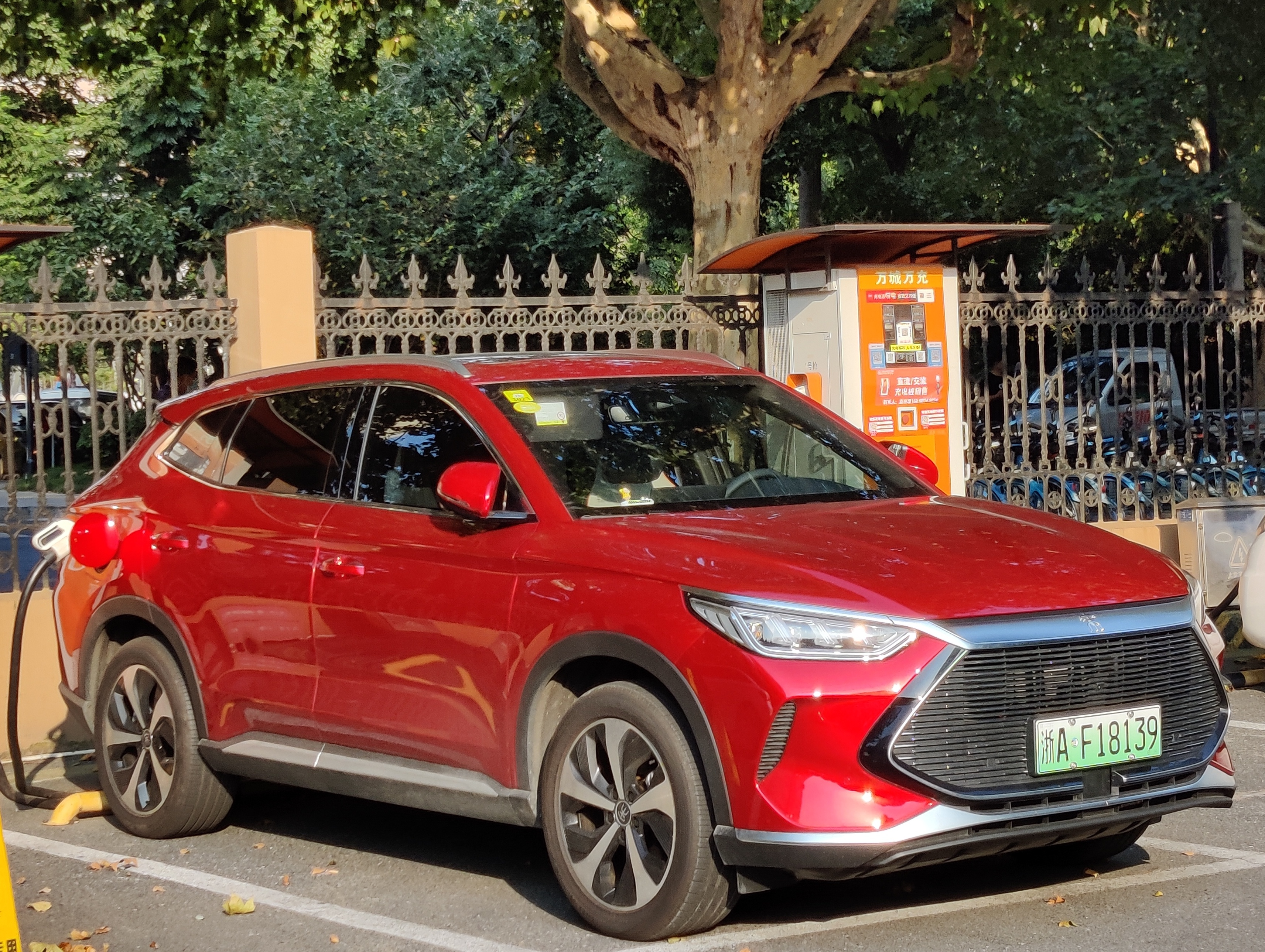
BYD Song Plus DM-i
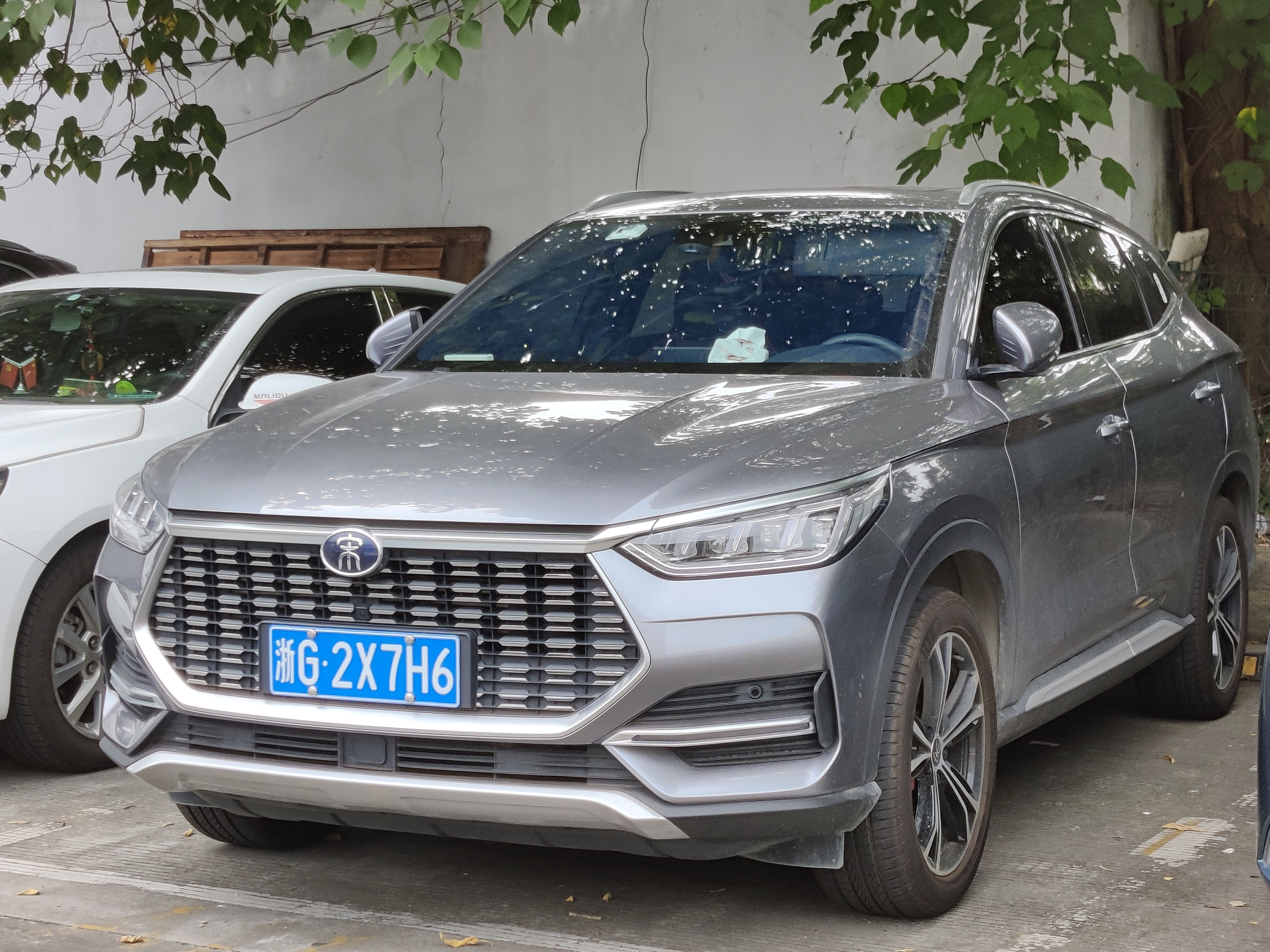
BYD Song Plus
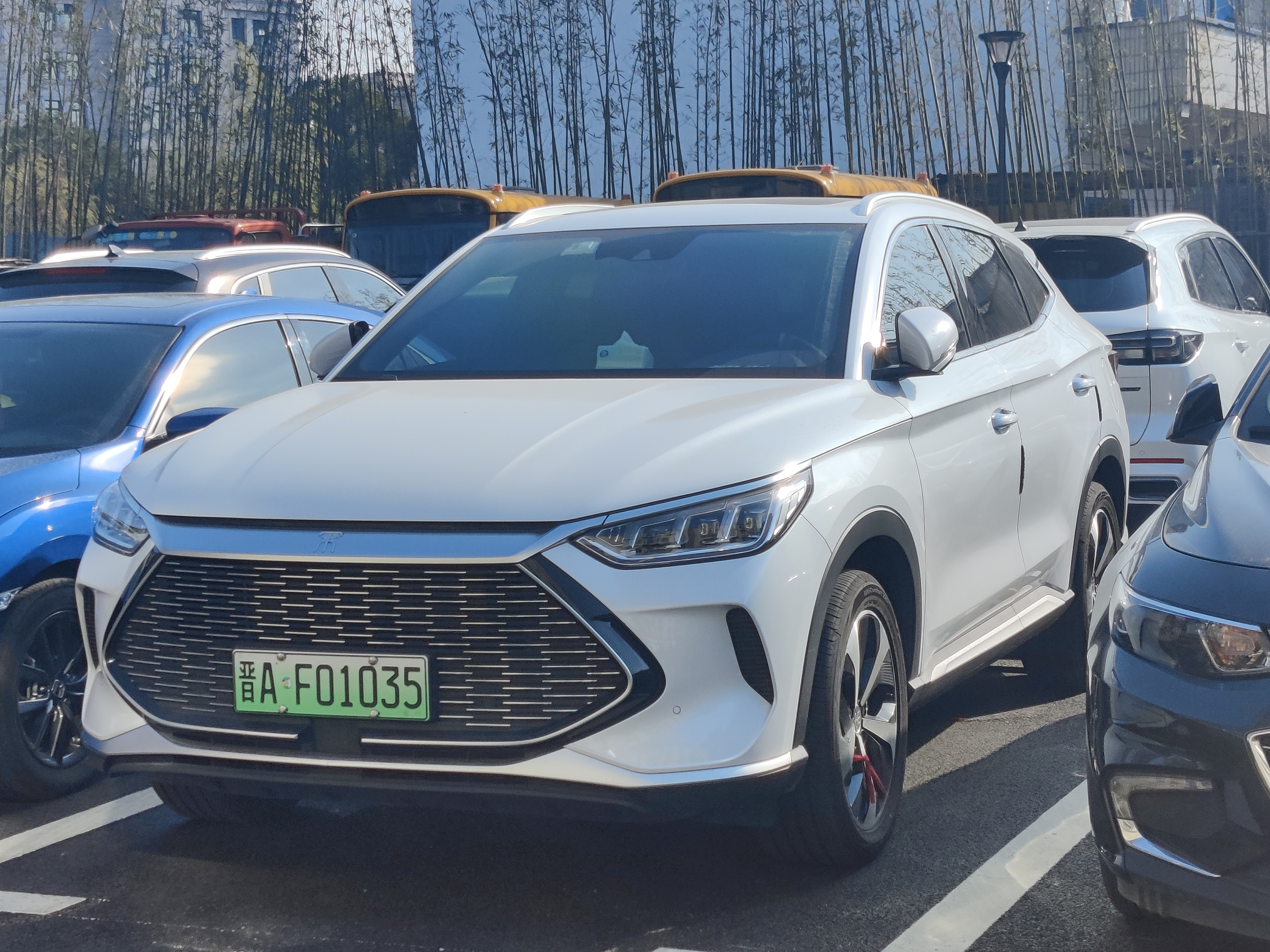
BYD Song Plus DM-i
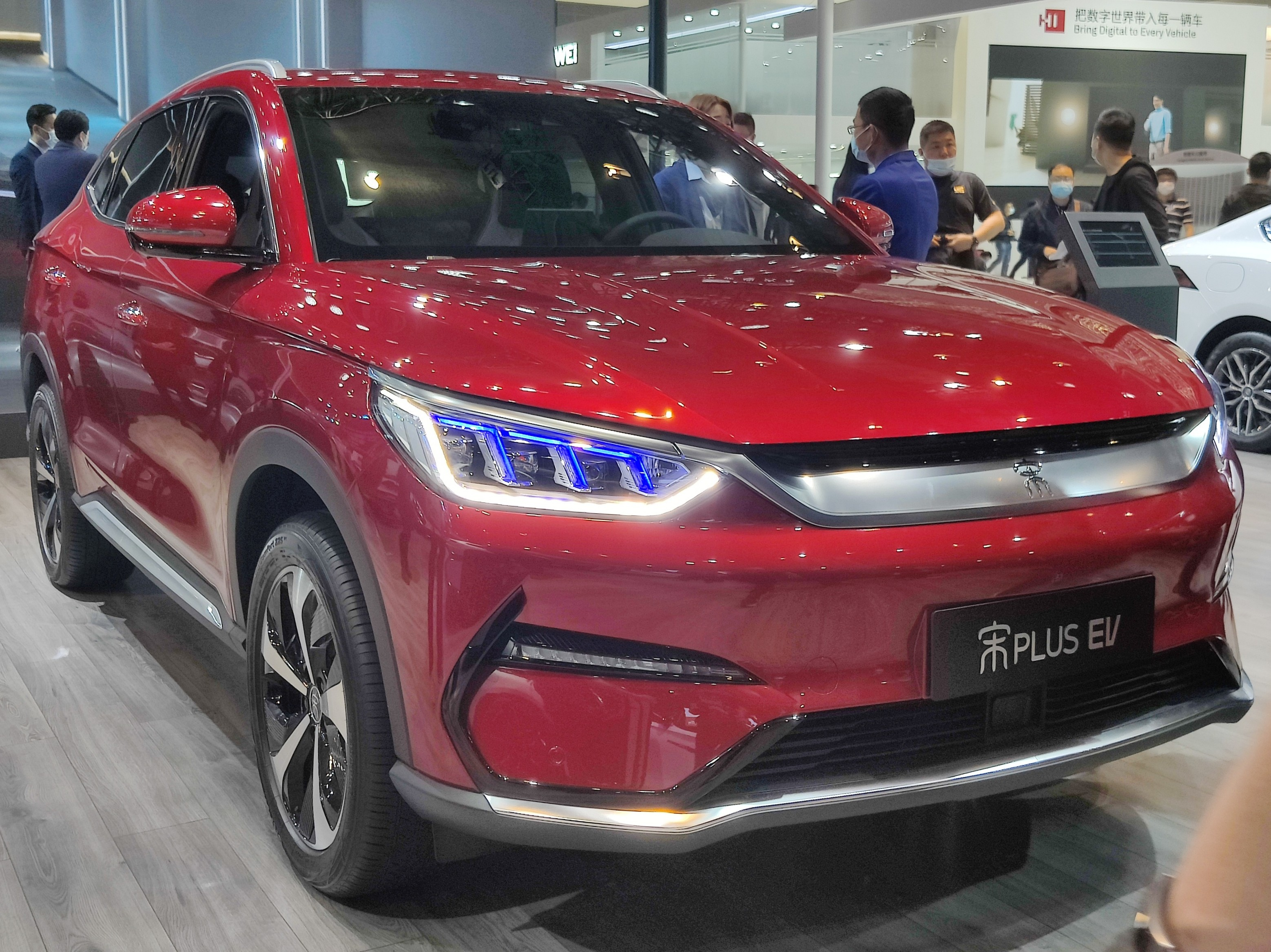
BYD Song Plus EV
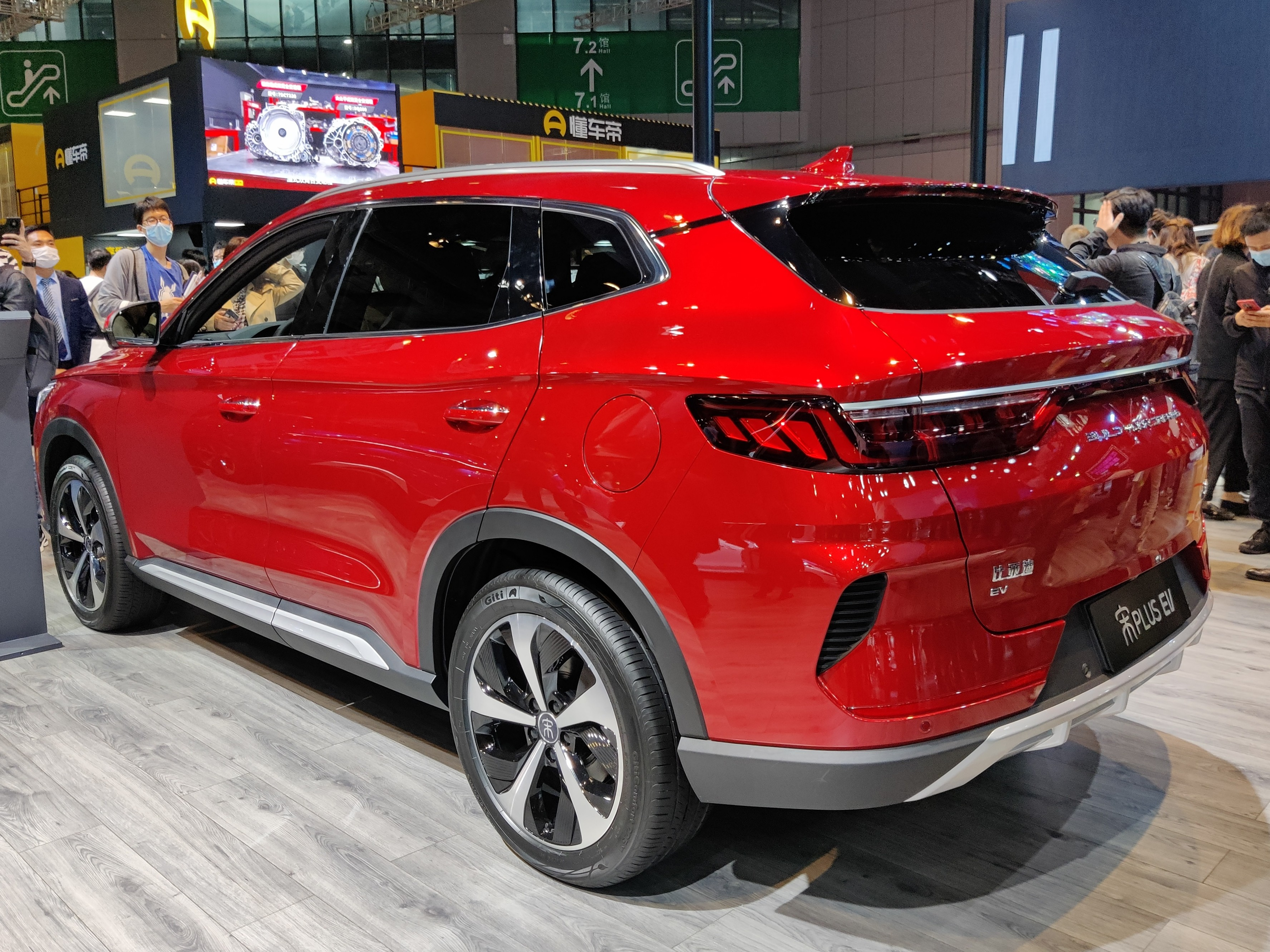
BYD Song Plus EV